# Протоме на Пегас
Протомето на Пегас, открито край село Вазово, община Исперих, е изображение (предна част, глава и торс) на галопиращ кон. Фигурата на Пегаса е изработена като триизмерна скулптура и е отлята от 23,65 каратово злато. Теглото е 475 грама. Датирането е трудно, но се приема, че е от IV в. пр.н.е. и че е изработен в работилниците на античните траки.
Открито е случайно през 1968 г. край село Вазово, при оран, и е силно увредено след откриването. Твърди се, че е разрязано от трактористите на две части. Предадено е в разградския музей от журналиста Бакир Мустафов Кабов с два нееднакви фрагмента от лявото и дясното крило. Голяма част от фигурата липсва.
Конят е изправен на задните си крака, с отворена уста и извити от скоростта назад уши. По шията е изобразена сбруя, представена от древния майстор чрез подредени в линия точки. Между ушите на коня има извит назад къс рог. Перата на крилете, прикачени към тялото, са релефно предадени; запазени са само частично.
Хипотезите са, че е златна статуетка или протоме на ритон; ако се допусне второто, то теглото му би било 2 кг. Ако е част от златна статуетка, то теглото му би било 2,5 кг. В публикация тогавашният директор на музея в Разград твърди, че паметникът е имал вид на статуетка (цяла фигура) на Пегас, от която е запазена предната половина (протомето). Изследователи отбелязват, че е невъзможно да е функционирал като реален ритон поради липсата на втори отвор; обсъждат се възможностите да е бил използван като чаша, като рог за пиене или като символично изображение, но пиенето от „чаша“ (като от рог) с тегло над един килограм и обем над 500 мл е трудно, а нуждата от придържане с двете ръце, при вероятността да няма дръжка (изхождайкки от най-близките като форма съдове), би направил този акт ритуален.